# Église Saint-Pierre de Montigny-sur-Crécy
L'église Saint-Pierre de Montigny-sur-Crécy est une église située à Montigny-sur-Crécy, en France.

## Localisation
L'église est située sur la commune de Montigny-sur-Crécy, dans le département de l'Aisne.